# Félines (Fluss)
Der Félines ist ein kleiner Fluss in Frankreich, der im Département Loire in der Region Auvergne-Rhône-Alpes verläuft. Er entspringt im südwestlichen Gemeindegebiet von Marcilly-le-Châtel, entwässert generell  Richtung Ostnordost und erreicht bei Chalain-d’Uzore das Tal der Loire. Hier schlägt er noch einen Bogen nach Süden, um dem vorgelagerten Bergrücken des Mont d’Uzore auszuweichen. Danach durchquert er eine seenreiche Landschaft und mündet nach insgesamt rund 16 Kilometern an der Gemeindegrenze von Mornand-en-Forez und Poncins als linker Nebenfluss in den Vizezy. In seinem Mittelteil quert der Félines die Bahnstrecke Clermont-Ferrand–Saint-Just-sur-Loire sowie den Canal du Forez.

## Orte am Fluss
(Reihenfolge in Fließrichtung)
- Maure, Gemeinde Marcilly-le-Châtel
- Corbe, Gemeinde Marcilly-le-Châtel
- La Prévote, Gemeinde Chalain-d’Uzore
- Chalain-d’Uzore
- Les Bornes, Gemeinde Chalain-d’Uzore
- La Sablière, Gemeinde Saint-Paul-d’Uzore
- Les Échures, Gemeinde Mornand-en-Forez
- Les Granges, Gemeinde Mornand-en-Forez